# 鬼臼樹脂
鬼臼樹脂（Podophyllum resin）又称足叶树脂（podophyllum）或鬼臼脂（podophyllin）是由美國曼德拉草根部提取的树脂。用於治疗生殖器疣和跖疣，也可用于艾滋病患者 。不建议用于没有外部疣的人類乳突病毒感染者。建议由医疗人員將藥物涂抹于患部皮肤。
常见副作用包括使用部位发红、瘙痒和疼痛。严重副作用包括可能呕吐、腹痛、精神错乱、骨髓抑制和腹瀉。不建议每次只治疗一個小区域。怀孕期使用会婴儿有害。主要透过鬼臼毒素來阻止细胞分裂。
鬼臼樹脂自1820年就被用來治疗疣。名列世界卫生组织基本药物标准清单。还有一种名为鬼臼毒素的藥剂，副作用较小。